# How Proust Can Change Your Life
How Proust Can Change Your Life ist ein Fernsehfilm über Entstehung und Rezeption des Romans Auf der Suche nach der verlorenen Zeit von Marcel Proust. Grundlage für den Film ist das Buch How Proust Can Change Your Life von Alain de Botton. Der Dokumentationsfilm wurde für BBC 2 gedreht. Produziert wurde er von Peter Bevan, der auch die Regie führte. Ein Kameramann wird im Abspann nicht genannt. Die Pianostücke spielt Tansy Aked, die auch die Arrangements geschrieben hat.

## Inhalt
Erzählerin des Films ist die Schauspielerin Felicity Kendal. Einen großen Raum nehmen die Wortbeiträge Alain de Bottons ein, in denen er in der Form von Kurzessays über den familiären Hintergrund Prousts, seine Freunde, seine Aufenthalte in den Salons, über seinen Stil oder über Prousts Ansichten über die Beziehung zwischen der Biografie des Autors und dessen Werk spricht.
In den eingestreuten Spielfilmszenen spielt Ralph Fiennes die Rolle von Marcel Proust: in Jacke, Mantel und Decken eingehüllt im Bett bei der Arbeit an seinem Roman, der kurz vor der Vollendung steht, oder beim Schreiben von Briefen. Lily Bevan verkörpert Prousts langjährige Haushälterin Céleste Albaret.
Ergänzt wird der Film mit Ausschnitten aus alten Filmdokumentation in Schwarzweiß von Theateraufführungen, die der Erzähler des Romans auf Pariser Bühnen gesehen hat, mit Äußerungen von Freunden und Zeitgenossen, dargestellt durch Schauspieler, sowie durch Überlegungen von Pierre Rosenberg oder den Schriftstellern Louis de Bernières und Doris Lessing zu Proust und ihrer Proust-Lektüre. Harold Nicolson z. B. erinnert sich, wie Proust seine Gesprächspartner beharrlich bis in kleinste Details auszufragen pflegte, Rosenberg spricht über Proust Beziehung zur Architektur, seine Auseinandersetzung mit Ruskin oder seine Wertschätzung von Chardins Gemälden.